# Teleiofilia
La teleiofilia è un orientamento sessuale-sentimentale che si manifesta tramite l'attrazione sessuale o emotiva nei confronti di individui nello stadio di sviluppo adulto. 
In maniera informale, quindi, sono indicati, generalmente, individui con un'età compresa fra i 20 e i 40 anni, sebbene alcuni autori amplino questo divario fino a età più avanzate. Sebbene vi sia un certo dibattito al riguardo, la teleiofilia non è comunemente considerata una parafilia e non costituisce reato in nessuno Stato del mondo.

## Semantica

### Etimologia
Il termine teleiofilia è stata coniato dallo sessuologo statunitense Ray Blanchard, nel 2000, dalla fusione delle radici greche -τέλειος (teleios - "adulto", "pienamente sviluppato") e -φιλία (philia - "amore" radice comunemente usata per indicare le parafilie).

### Nomenclatura
Il termine teleiofilia, sebbene sia stato generalmente accettato nell'ambito accademico, non ritrova un utilizzo frequente; più raro ancora è il suo utilizzo nel linguaggio informale. Un sinonimo di questo termine è adultofilia, utilizzabile, però, per esprimere maggiormente un concetto di attrazione verso individui post-puberi, ossia come soggetto in opposizione alla pedofilia.

## Studi
I risultati dei test fallometrici condotti dal sessuologo Ray Blanchard mostrano che esiste, nella teleiofilia, una linea di demarcazione piuttosto forte tra la preferenza eterosessuale e quella omosessuale: i teleiofili eterosessuali mostrano un'eccitazione sessuale molto bassa nei confronti degli adulti dello stesso sesso e viceversa vale per i teleiofili omosessuali nei confronti degli adulti del sesso opposto.
I teleiofili (sia eterosessuali sia omosessuali) mostrano altresì una scarsa risposta sessuale nei confronti dei bambini impuberi, sia del sesso opposto sia dello stesso sesso. È quindi corretto affermare che di norma, nei teleiofili, l'età del target sessuale risulta non meno importante del sesso preferenziale.
Nei casi in cui una persona possieda sia un'attrazione pedofilica sia un'attrazione teleiofilica, queste possono riguardare sessi diversi. Questo fatto è stato documentato in particolare per quanto concerne la pedofilia omosessuale maschile e la teleiofilia eterosessuale maschile: un numero rilevante di maschi che sono pedofili omosessuali possiedono, in relazione alla loro attrazione verso gli adulti, una preferenza eterosessuale.
Nonostante questo i maschi teleiofili omosessuali, nella cultura popolare, sono spesso stati confusi con i pedofili omosessuali. Ad esempio in Italia il partito Forza Nuova pubblicò un manifesto con il testo "dietro un omosessuale si nasconde un pedofilo". Gli studi fallometrici riscontrano in realtà uno scarso interesse da parte dei teleiofili omosessuali nei confronti dei bambini di sesso maschile e d'altra parte uno scarso interesse da parte dei pedofili omosessuali nei confronti degli adulti di sesso maschile.